# Lojze Malovrh
Lojze Malovrh, slovenski šolnik in naravoslovec, * 15. julij 1926, Suha pri Škofji Loki, † 28. september 2018.

## Življenje in delo
Osnovno šolo je obiskoval v Škofji Loki, gimnazijo pa v Kranju. Po drugi svetovni vojni je nadaljeval s študijem na Fakulteti za biologijo, geologijo in fiziko v Ljubljani, ki jo je končal leta 1950. 
Že leta 1948 je učil fiziko, kemijo in biologijo na loški nižji gimnaziji. Po vojaščini pa se je zaposlil na nižji gimnaziji v Gorenji vasi.
Septembra 1956 je ponovno postal profesor na loški gimnaziji, čez dve leti pa je postal pomočnik ravnatelja na OŠ Peter Kavčič (sedanji OŠ Škofja Loka Mesto). Leta 1959 je postal ravnatelj šole za kovinarsko in obrtno stroko v Škofji Loki. Leta 1968 se je že tretjič vrnil na loško gimnazijo, ko je postal njen ravnatelj. Leta 1975 je sprejel mesto predstojnika Zavoda za šolstvo v Kranju, kjer je deloval do upokojitve leta 1987.
Vse skozi je bil dejaven tudi v lokalnem okolju. Deloval je v Muzejskem društvu Škofja Loka, bil organizator prireditev ob 1000-letnici Škofje Loke ipd. Po upokojitvi je bil dejaven v društvu upokojenih pedagoških delavcev Slovenije, ki ga je leta 2006 imenovalo za častnega člana.

### Članki
Spisal je več strokovnih člankov za zbornik Loški razgledi. Članki se nanašajo na naravoslovje in zgodovino šolstva.

### Monografske publikacije
- Malovrh, L.: Eksperimenti iz anorganske kemije, 1959 (COBISS)
- Malovrh, L. (ur.): Škofja Loka 973-1973, 1973 (COBISS)